# Walter Vinnenberg
Walter Vinnenberg (* 8. Juni 1901 in Lippstadt; † 1. Dezember 1984 in Bocholt) war ein deutscher Pädagoge.

## Leben
Nach dem Abitur am Gymnasium Paulinum in Münster studierte Vinnenberg Theologie in Münster, Innsbruck und Paris und schloss es mit der Promotion ab. Die Priesterweihe erfolgte am 27. Februar 1926 in Münster. Nach einer Aushilfe in Emsdetten vom 1. April 1926 bis Ostern 1929 war er Kaplan an der Stiftskirche St. Mariä Himmelfahrt in Kleve, ab Pfingsten 1929 Religionslehrer am Gymnasium in Kleve in allen Klassen. Außerdem unterrichtete er Hebräisch und Sport und leitete eine religionsphilosophische Arbeitsgemeinschaft. Später unterrichtete er auch Französisch. Er gewann den Gymnasiasten Karl Leisner für die Jugendarbeit und gab den Anstoß zur Gruppenbildung. So unternahm Vinnenberg Fahrten, auch nach seiner Zeit in Kleve: Eifelfahrt 1928, Westfalenfahrt 1928, Rügenfahrt 1929.
1929 war er Religionslehrer an der Heimschule am Laacher See, 1931 Studium in Münster, Aushilfe an der Heilig Kreuz-Kirche, Referendar am Gymnasium Paulinum in Münster, 1934 Studienassessor am Marienoberlyzeum in Münster, 1937 am Gymnasium in Coesfeld, 1938 an den Oberschulen in Rheine, 1939 an den Oberschulen in Emmerich am Rhein, 1941 Studienassessor und Rektor der Konviktskirche ebenda, 1942 Studienassessor an den Oberschulen in Moers, von 1943 bis 1945 Militärdienst, 1945 Studienrat in Moers, 1947 am Ratsgymnasium in Münster, 1949 Direktor des Collegium Augustinianum Gaesdonck, 1954 Studienrat am St.-Georg-Gymnasium in Bocholt, 1962 Oberstudienrat, 1967 desgleichen a. D. und Rektor der Klosterkirche St. Klara in Bocholt. 1979 wurde Walter Vinnenberg Päpstlicher Hausprälat.
1981 erhielt er wegen seiner Verdienste um die deutsch-französische Verständigung das Bundesverdienstkreuz. Er gehörte dem Quickborn an, war aber offen für alle anderen Bünde der Jugendbewegung. Er unterstützte das anspruchsvolle Programm der christlichen Jugendbewegung: ‚Neue Lebensgestaltung in Christus!’ In Verbindung mit seiner Tätigkeit in der Abtei Maria Laach war die Möglichkeit zu ergänzenden Studien an der Benediktinerakademie verbunden. Die Abtei war Mittelpunkt der Liturgischen Bewegung in Deutschland unter Abt Ildefons Herwegen. Erneuerung, Aufbruch, Dynamik in der Kirche begeisterten Walter Vinnenberg.
Über den Kontakt nach Frankreich hinaus hatte Walter Vinnenberg eine Vorliebe für fremde Länder und vermittelte diese auch seinen Schülern. In der Zeit des Nationalsozialismus wurde er wegen seiner politischen Einstellung oft versetzt, dadurch wollte man enge Kontakte zu den Schülern und Einflussnahme auf ihre Gesinnung verhindern. Diese hatte er trotzdem überall und prägte so entscheidend Generationen von Jugendlichen. Seine große Liebe blieb Kleve. Auch nach seiner Versetzung kümmerte er sich weiterhin um Karl Leisner und dessen Jugendgruppen in Kleve und ging mit ihnen auf Fahrt. Briefe von Karl Leisner bewahrte er auf. Sie sind eine wertvolle Ergänzung zu dessen Tagebüchern.